# Grande Slam (rugby a 15)
Nel rugby XV, si ha un Grande Slam quando una delle squadre partecipanti al torneo del Sei Nazioni (sia maschile che, più recentemente, femminile) ne vince un'edizione a punteggio pieno, ovvero battendo tutte le altre cinque partecipanti, e ha il suo opposto nel Whitewash, ovvero la sconfitta in tutti e cinque gli incontri.
Si definisce anche Grande Slam la vittoria, da parte di una qualsivoglia nazionale dell'Emisfero Sud (e, meno genericamente, Australia, Nuova Zelanda o Sudafrica), contro tutte le quattro nazionali delle Isole Britanniche (Galles, Inghilterra, Irlanda e Scozia) nel corso di uno stesso tour.
Il termine deriva dal gioco di carte del bridge: in esso il Grande Slam è la conquista, da parte di una coppia, di tutte le 13 prese, il massimo realizzabile in una mano. L'equivalente italiano è cappotto (per esempio nel tressette).
Nel torneo maschile del Sei Nazioni, il Grande Slam più recente è dell'Irlanda (2023); in quello femminile, dell'Inghilterra (2019).

## Grande Slam al Cinque e Sei Nazioni
Come detto, il Grande Slam si ottiene qualora una delle sei contendenti del torneo (attualmente Irlanda, Inghilterra, Scozia, Galles, Francia e Italia) ne conquisti un'edizione vincendo i cinque incontri che la vede opposta alle altre avversarie. Prima del Sei Nazioni 2000, il torneo si chiamava Cinque Nazioni e non prevedeva la presenza dell'Italia. Il Grande Slam era quindi appannaggio della squadra che eventualmente vincesse tutti i quattro incontri da disputare. La prima volta che si iniziò a parlare di Grande Slam fu alla vigilia di un incontro tra Inghilterra e Scozia: il Times scrisse, il 16 marzo 1957:
«Il match odierno di Twickenham tra Inghilterra e Scozia vede molto ben di più in palio … L'ultima volta che l'Inghilterra realizzò il grande slam fu nella stagione 1927/28…».
Per la cronaca, l'Inghilterra poi vinse quell'incontro e realizzò il Grande Slam in quell'edizione del Cinque Nazioni.
Per quanto riguarda l'Home Championship, ovvero il torneo tra le quattro Nazioni delle Isole Britanniche, parlare di Grande Slam, di fatto, non ha significato, perché esso si identifica con il Triple Crown, ovvero la vittoria di una delle quattro Home Nations contro tutte le altre tre. Oggi non esiste corrispondenza biunivoca tra i due riconoscimenti: una squadra delle Isole Britanniche può realizzare il Triple Crown senza realizzare il Grande Slam. Al contrario, se è una di esse a realizzare il Grande Slam, questo include automaticamente anche il Triple Crown. Per questo motivo, ai fini statistici, viene considerato Grande Slam solo quello realizzato nelle edizioni del Cinque e del Sei Nazioni.
In quattro occasioni, da parte di tre diverse Nazionali, il Grande Slam è stato realizzato due volte di seguito: nel 1908 - 1909 dal Galles, nel 1913 - 1914 e nel  1923 - 1924  dall'Inghilterra e nel 1997 - 1998 dalla Francia; mai nessuno ha tuttavia realizzato tre o più Grandi Slam consecutivi. La citata Francia, inoltre, fu la prima squadra a vincere il Grande Slam a un Sei Nazioni (nel 2002), quindi con cinque incontri da disputare. Il Galles, che lo conquistò nel 2005, è la prima ad aver vinto tutti gli incontri di un'edizione imponendosi in tre gare esterne.
L'Italia, che è l'ultima a essersi aggiunta al torneo (vi partecipa dal 2000) non ha mai vinto il Grande Slam.
La Scozia ha realizzato punteggio pieno per l'ultima volta, invece, nel 1990. Tutte al Sei Nazioni invece le ultime conquiste delle tre Nazionali più titolate del torneo, Inghilterra, Galles e Francia, rispettivamente risalenti al 2016, 2019 e 2022.

### Dettaglio dei Grandi Slam al torneo del Cinque e Sei Nazioni
|    | Nazionale   | Edizioni                                                                                 |
| -- | ----------- | ---------------------------------------------------------------------------------------- |
| 13 | Inghilterra | 1913 • 1914 • 1921 • 1923 • 1924 • 1928 • 1957 • 1980 • 1991 • 1992 • 1995 • 2003 • 2016 |
| 12 | Galles      | 1908 • 1909 • 1911 • 1950 • 1952 • 1971 • 1976 • 1978 • 2005 • 2008 • 2012 • 2019        |
| 10 | Francia     | 1968 • 1977 • 1981 • 1987 • 1997 • 1998 • 2002 • 2004 • 2010 • 2022                      |
| 4  | Irlanda     | 1948 • 2009 • 2018 • 2023                                                                |
| 3  | Scozia      | 1925 • 1984 • 1990                                                                       |
| 0  | Italia      | -                                                                                        |

## Grande Slam nei tour rugbistici
Il Grande Slam è realizzato da quella Nazionale dell'Emisfero Sud che batta, nel corso di uno stesso tour, le quattro Nazionali delle Isole Britanniche.
Esso è stato conseguito in totale nove volte: quattro dal Sudafrica, quattro dalla Nuova Zelanda e uno dall'Australia; quest'ultima, tra l'altro, ha il poco invidiabile record di essere l'unica Nazionale dell'Emisfero Sud ad avere perso, nel corso del tour del 1957/58, quattro incontri su quattro contro le Home Nations.
In particolare, il Sudafrica arricchì due dei suoi Grandi Slam con la vittoria anche sulla Francia (1912/13 e 1951/52), realizzando così lo Slam contro l'intero gruppo del Cinque Nazioni.

### Dettaglio dei Grandi Slam nei tour
In ragione dell'ormai congestionato calendario internazionale del rugby, i tour, e con essi la possibilità di realizzare eventuali Grandi Slam, si sono fatti più infrequenti. L'ultimo tour con Grande Slam, della Nuova Zelanda, è del 2008, anche se va notato che solo recentemente gli All Blacks hanno incluso il Galles nei loro tour.
| Tour    | Nazionale | Incontri                                                                                            |
| ------- | --------- | --------------------------------------------------------------------------------------------------- |
| 1912-13 | Sudafrica | Scozia - Sudafrica 0-16 Irlanda - Sudafrica 0-38 Galles - Sudafrica 0-3 Inghilterra - Sudafrica 3-9 |
| 1931-32 | Sudafrica | Galles - Sudafrica 3-8 Irlanda - Sudafrica 3-8 Inghilterra - Sudafrica 0-7 Scozia - Sudafrica 3-6   |
| 1951-52 | Sudafrica | Scozia - Sudafrica 0-44 Irlanda - Sudafrica 5-17 Galles - Sudafrica 3-6 Inghilterra - Sudafrica 3-8 |
| 1960-61 | Sudafrica | Galles - Sudafrica 0-3 Irlanda - Sudafrica 3-8 Inghilterra - Sudafrica 0-5 Scozia - Sudafrica 5-12  |

| Tour | Nazionale     | Incontri |
| ---- | ------------- | --- |
| 1978 | Nuova Zelanda | Irlanda - Nuova Zelanda 6-10 Galles - Nuova Zelanda 12-13 Inghilterra - Nuova Zelanda 6-16 Scozia - Nuova Zelanda 9-18   |
| 1984 | Australia     | Inghilterra - Australia 3-19 Irlanda - Australia 9-16 Galles - Australia 9-28 Scozia - Australia 12-37                   |
| 2005 | Nuova Zelanda | Galles - Nuova Zelanda 3-41 Irlanda - Nuova Zelanda 7-45 Inghilterra - Nuova Zelanda 19-23 Scozia - Nuova Zelanda 10-29  |
| 2008 | Nuova Zelanda | Scozia - Nuova Zelanda 6-32 Irlanda - Nuova Zelanda 3-22 Galles - Nuova Zelanda 9-29 Inghilterra - Nuova Zelanda 6-32    |
| 2010 | Nuova Zelanda | Inghilterra - Nuova Zelanda 16-22 Scozia - Nuova Zelanda 3-49 Irlanda - Nuova Zelanda 18-38 Galles - Nuova Zelanda 25-37 |

## Grande Slam in altri tornei
Alla prima divisione del Campionato europeo per Nazioni partecipano sei squadre esattamente come nel Sei Nazioni e per un periodo, dal 2000 al 2003, il torneo si è svolto nelle stesse date.
Sino al 2001 la formula era annuale e identica quindi al torneo maggiore, tanto che si parlava comunemente di "Sei Nazioni B". Per tale motivo si parlava di "Grande" Slam per la squadra che avesse centrato cinque successi su 5 nel girone di andata o nel girone di ritorno.
Nel 2000 la Romania andò vicina al Grande Slam, vincendo tutte le 4 partite valide per il torneo ma perdendo con il Marocco, che partecipava "una tantum" fuori classifica. Dunque il primo Grande Slam fu vinto dalla Georgia nel 2001, che si aggiudicò il torneo.
Finora tre nazionali hanno ottenuto un Grande Slam:
- Georgia (2001, 2008, 2011)[1]
- Romania (2002)
- Portogallo (2003)[2]